# Alfredo Bovet
Alfredo Bovet (Losanna, 6 maggio 1909 – Renens, 15 gennaio 1993) è stato un ciclista su strada e pistard italiano di origine svizzera. Professionista tra il 1930 ed il 1946, vinse la Milano-Sanremo nel 1932 e la Tre Valli Varesine nel 1933.

## Carriera
Nato in Svizzera, all'età di cinque anni si trasferì in Italia, a Legnano, dove il padre lavorava come chauffeur. Da quando passò professionista corse quindi con una licenza italiana, partecipando ai campionati nazionali e alle selezioni italiane, ma rivendicò sempre di essere svizzero.
Corse per la Bianchi e la Dei, distinguendosi come passista e come pistard nella seconda parte della carriera.
Tra i principali successi si ricordano la Coppa Crespi e la Coppa Bernocchi nel 1931, la Milano-Sanremo 1932, vinta in solitaria dopo 107 km di fuga, il Giro di Catalogna e la Tre Valli Varesine 1933, il Gran Premio d'Apertura a Milano nel 1936. Tra i piazzamenti si segnalano i secondi posti nel GP delle Nazioni del 1932 (dietro Maurice Archambaud) e alla Milano-Sanremo 1933 (dietro Guerra), e il terzo posto al campionato italiano 1933 a punti, battuto da Guerra e Remo Bertoni. Partecipò a sette edizioni del Giro d'Italia tra il 1931 ed il 1937, concludendo al quarto posto nel 1933.
Su pista fu quattro volte secondo ai campionati italiani nella specialità del mezzofondo. Terminata la carriera di ciclista, tornò in Svizzera a Renens, esercitando la professione di meccanico.

## Palmarès

### Strada
- 1930 (Bianchi & Touring, due vittorie)

Coppa Zanardelli
Targa d'Oro Città di Legnano
- 1931 (Bianchi & Touring, sette vittorie)

Coppa Crespi
Coppa Bernocchi
Coppa Catene Regina
Coppa Bourgeugnon
Coppa San Geo
Targa d'Oro Città di Legnano
- 1932 (Bianchi, due vittorie)

Milano-Sanremo
Firenze-Roma
- 1933 (Bianchi, quattro vittorie)

3ª tappa Volta a Catalunya (Tortosa > Reus)
9ª tappa Volta a Catalunya (Caldes de Malavella > Barcellona)
Classifica generale Volta a Catalunya
Tre Valli Varesine
- 1935 (Bianchi, una vittoria)

Coppa Città di Busto Arsizio

#### Altri successi
- 1936 (Bianchi)

Criterium d'Apertura

### Pista
- 1934

Prova su pista Giro della Provincia di Milano (con Giuseppe Olmo)
Prova dell'australiana Giro della Provincia di Milano (con Giuseppe Olmo)

## Piazzamenti

### Grandi Giri
- Giro d'Italia

1931: 13º
1932: 45º
1933: 4º
1934: ritirato
1935: 56º
1936: 31º

### Classiche monumento
- Milano-Sanremo

1931: 27º
1932: vincitore
1933: 2º
1934: 45º
1935: 5º
1937: 30º
1938: 3º
- Giro di Lombardia

1930: 7º
1931: 5º
1933: 25º